# 中集安瑞科
中集安瑞科控股有限公司，簡稱中集安瑞科控股，以及中集安瑞科（英語：CIMC Enric Holdings Limited，港交所：3899），在2000年，由創辦人王玉鎖（前董事長）於河北省石家莊市成立，現時總部位於深圳市，為中国国际海运集装箱（集团）股份有限公司旗下公司。
董事長為趙慶生，首席執行官為高翔。該公司業務在中國內地和全球經營能源、化工、食品装备行业。
股份在2005年10月18日於港交所創業板上市，當時代碼為8289.HK，前身為「安瑞科能源裝備控股有限公司」，招股價為1.68港元，配售股份為1.2億股，集資額為2.028億港元。其後在2006年7月20日轉在主板上市。

## 外部連結
- enricgroup.com （页面存档备份，存于）